# Conde de Santa Isabel
O título de Conde de Santa Isabel foi criado por decreto de 26 de Junho de 1890 do rei D. Carlos I de Portugal a favor de Joaquim Honorato Ferreira, único titular.

## Titulares
1. Joaquim Honorato Ferreira